# Oravská Polhora
Oravská Polhora es un municipio del distrito de Námestovo en la región de Žilina, Eslovaquia, con una población estimada a final del año 2024 de 4025 habitantes.
Se encuentra ubicado al norte de la región, cerca del curso alto del río Váh (cuenca hidrográfica del Danubio), de los montes Tatras y de la frontera con Polonia.

## Demografía
| Año        | 1994 | 2004    | 2014    | 2024    |
| ---------- | ---- | ------- | ------- | ------- |
| Población  | 3305 | 3623    | 3874    | 4025    |
| Diferencia |      | +9,62 % | +6,92 % | +3,89 % |

| Año        | 2023 | 2024    |
| ---------- | ---- | ------- |
| Población  | 4014 | 4025    |
| Diferencia |      | +0,27 % |